# Zemeros flegyas
Espèce
Zemeros flegyas est une espèce de lépidoptères (papillons) de la famille des Riodinidae, originaire d'Asie du Sud-Est.

## Noms vernaculaires
Zemeros flegyas se nomme Punchinello en anglais.

## Description

### Papillon
L'imago de Zemeros flegyas est un papillon de taille moyenne qui présente deux formes une de la saison sèche et une de la saison humide avec des différences d'intensité de coloration.
Ce papillon de couleur orange à marron cuivré est caractérisé par les dessins formés par les veine orange sur une partie basale et discale marron roux alors que l'aire submarginale est orange. Sa seconde caractéristique ce sont les lignes d'ocelles marron centrés de blanc parallèles à la ligne submarginale.
Le revers présente la même ornementation.

### Chenille
La chenille est de couleur vert pâle.

## Biologie
Les plantes hôtes de sa chenille sont des Maesa dont Maesa chisia et Maesa montana.

## Distribution et biotopes
Zemeros flegyas est présent dans tout le sud-est de l'Asie, Tibet, partie de l'Inde, Chine, Birmanie, Indonésie, Malaisie, Suwalesi, Bali, Java et Bornéo.
Il réside en forêt surtout à une altitude entre 500 et 1200 mètres.

## Systématique
L'espèce actuellement appelée Zemeros flegyas a été décrite par l'entomologiste hollandais Pieter Cramer en 1780, sous le nom initial de Papilio flegyas

### Sous-espèces

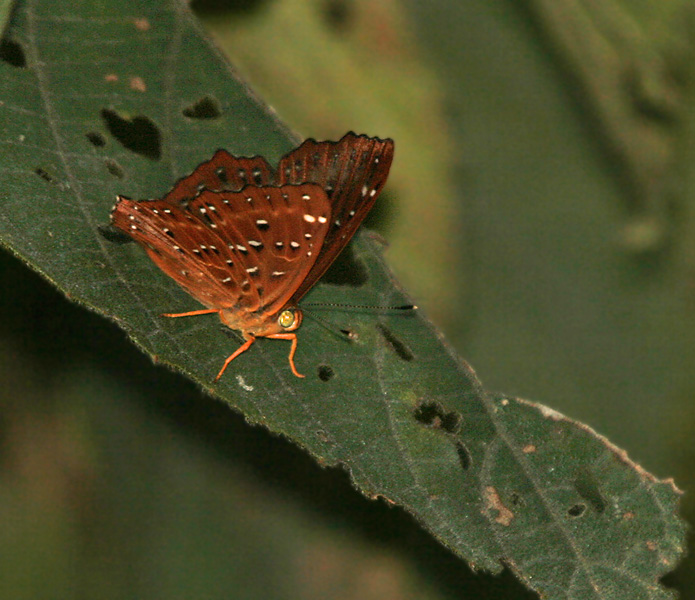
revers

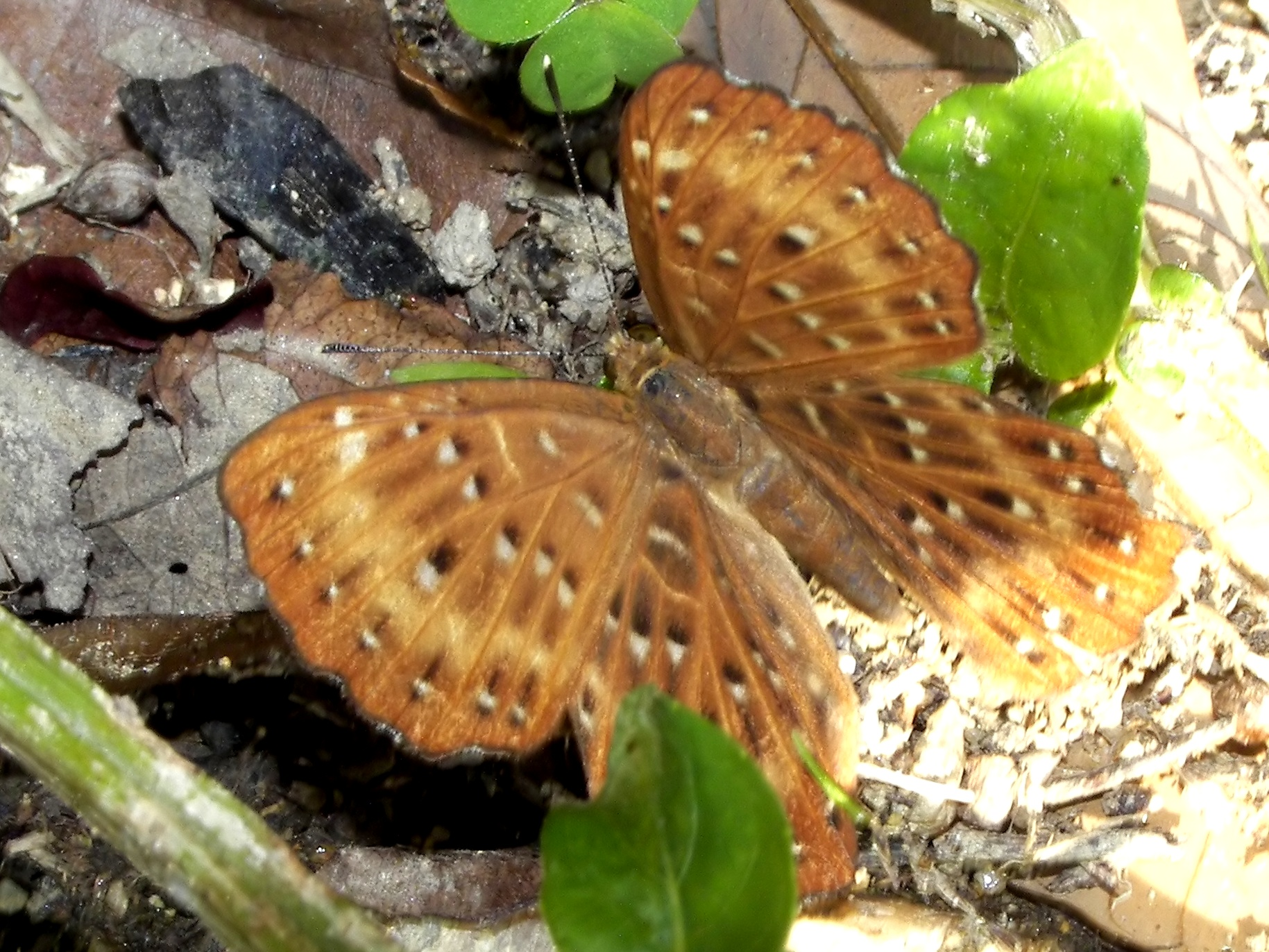
Zemeros flegyas à Hong-Kong

- Zemeros flegyas flegyas, dans le nord de l'Inde
- Zemeros flegyas albipunctatus Butler, 1874; en Malaisie.
- Zemeros flegyas allica (Fabricius, 1787); en Birmanie et Thaïlande.
- Zemeros flegyas annamensis Fruhstorfer, 1912
- Zemeros flegyas arimazes Fruhstorfer, 1912
- Zemeros flegyas balinus Fruhstorfer, 1912; à Bali.
- Zemeros flegyas celebensis Fruhstorfer, 1899; dans le centre du Sulawesi.
- Zemeros flegyas confucius (Moore, 1878); au Hainan.
- Zemeros flegyas hostius Fruhstorfer, 1912; dans le nord de Bornéo.
- Zemeros flegyas indicus Fruhstorfer, 1898;
- Zemeros flegyas javanus Moore, 1902; à Java
- Zemeros flegyas phyliscus Fruhstorfer, 1912; à Sumatra.
- Zemeros flegyas retiarius Grose-Smith, 1895;
- Zemeros flegyas sipora Riley
- Zemeros flegyas sosiphanes Fruhstorfer, 1912; dans le sud du Sulawesi.
- Zemeros flegyas sparsus Fruhstorfer, 1898; à Nias.
- Zemeros flegyas strigatus Pagenstecher; à Sumba.

## Protection
Pas de statut de protection particulier.[réf. nécessaire]